# Goed genoeg
Goed genoeg is een lied van de Nederlandse rapper Ronnie Flex en zangeres Yade Lauren. Het werd in 2021 als single uitgebracht en stond in hetzelfde jaar als achtste track op het album Altijd samen van Ronnie Flex.

## Achtergrond
Goed genoeg is geschreven door Ebenezer Fabiyi, Joey Moehamadsaleh, Rafael Maijnard, Jade Lauren Clevers, Jaromir Alphenaar, Ronell Plasschaert en Ucahzo Hoogdorp en geproduceerd door Ebenezer en Jordan Wayne. Het is een nummer uit het genre nederhop. In het lied worden er lieve dingen gezegd over de geliefde van de liedverteller en vertelt de liedverteller dat diegene bij de ander wil zijn en blijven en dat de ander "goed genoeg" is. Het is de eerste keer dat de twee artiesten met elkaar samenwerken. Ronnie Flex vertelde hierover dat hij veel op Instagram en Twitter de vraag of hij met Lauren kon samenwerken zag voorbijkomen. Deze berichten waren het laatste setje voor de rapper om met de zangeres te gaan samenwerken. Voor het lied had Ronnie Flex het grootste gedeelte al gemaakt en werden de vocals van de zangeres toegevoegd. De single heeft in Nederland de gouden status.
De bijbehorende muziekvideo, welke is geregisseerd door Azad Wastara, is opgenomen in Museum Voorlinden.

## Hitnoteringen
De artiesten hadden verschillend succes met het lied in Nederland. Het piekte op de achtste plaats van de Single Top 100 en stond dertien weken in deze hitlijst. De Top 40 werd niet bereikt; het lied bleef steken op de negende plaats van de Tipparade.